# Les Ponts-de-Cé
Les Ponts-de-Cé ist eine französische Gemeinde mit 12.863 Einwohnern (Stand 1. Januar 2022) im Département Maine-et-Loire in der Region Pays de la Loire. Die Stadt liegt südlich der Stadt Angers im Tal der Loire, das zum UNESCO-Welterbe gehört.

## Geschichte
Im Jahr 869 ließ Karl der Kahle an der Stelle der heutigen Stadt eine befestigte Brücke bauen, um plündernden Wikingern den Weg die Loire aufwärts abzuschneiden.
Am 7. August 1640 fand eine Schlacht bei Les Ponts-de-Cé zwischen den Truppen von Ludwig XIII. und denen seiner Mutter Maria de’ Medici statt, die eine Verschwörung gegen den noch jungen König unterstützt hatte. Die Schlacht, auch als Drôleries des Ponts-de-Cé bekannt, ging zu Gunsten des Königs aus.

### Bevölkerungsentwicklung
| Jahr          | 1962 | 1968 | 1975 | 1982   | 1990   | 1999   | 2006   | 2018   |
| Einwohner     | 5911 | 7175 | 9589 | 10.739 | 11.032 | 11.387 | 11.986 | 12.811 |
| Quelle: INSEE |      |      |      |        |        |        |        |        |

## Sehenswürdigkeiten
- Kirche Saint-Aubin
- Schloss aus dem 13./15. Jahrhundert mit einem Bergfried aus dem 13. Jahrhundert, das an der Stelle steht, an der schon 850 Karl der Kahle eine – zunächst hölzerne – Burg errichten ließ.

Loirebrücken
Siehe auch: Liste der Monuments historiques in Les Ponts-de-Cé

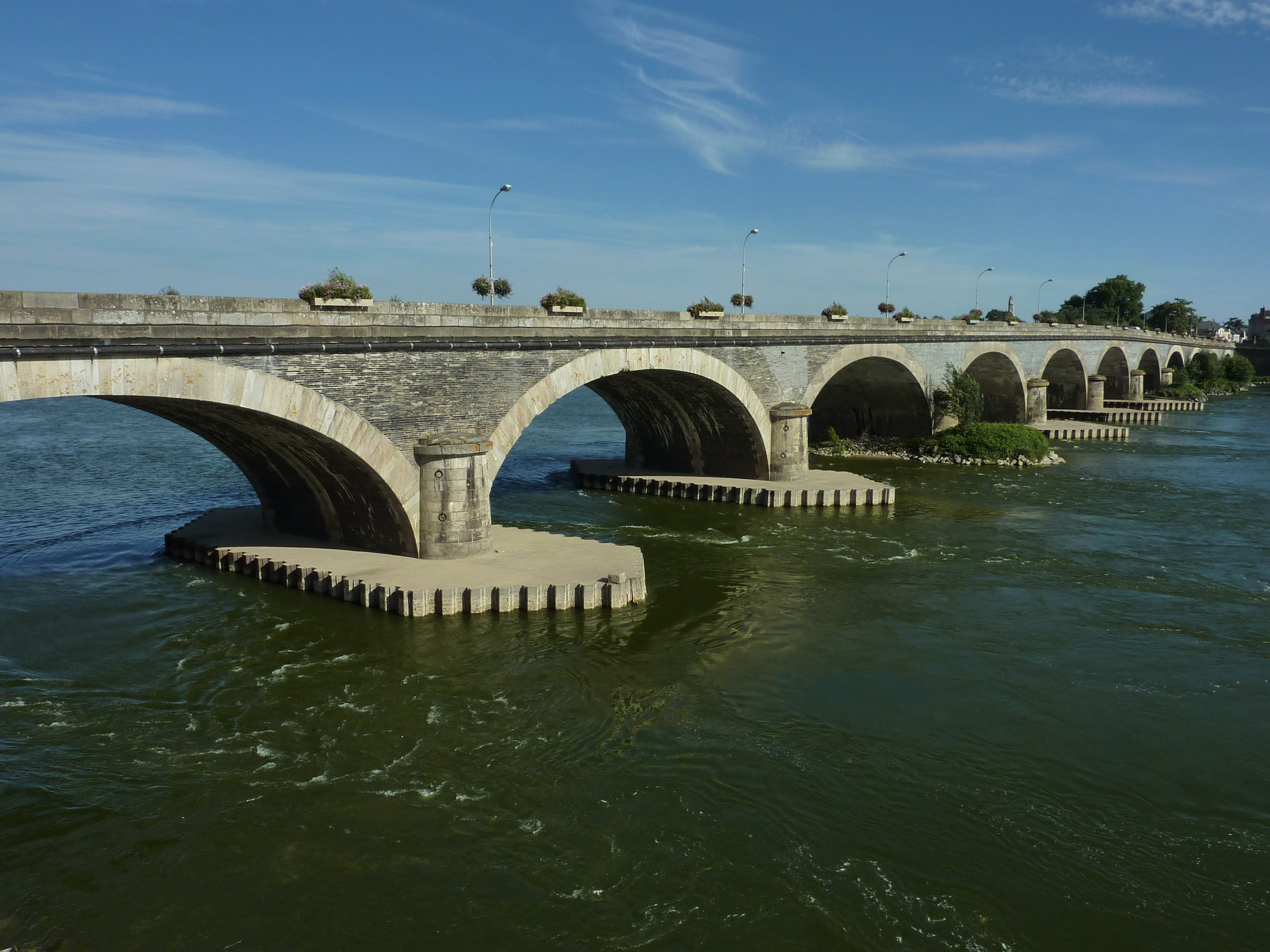
Pont de Dumnacus
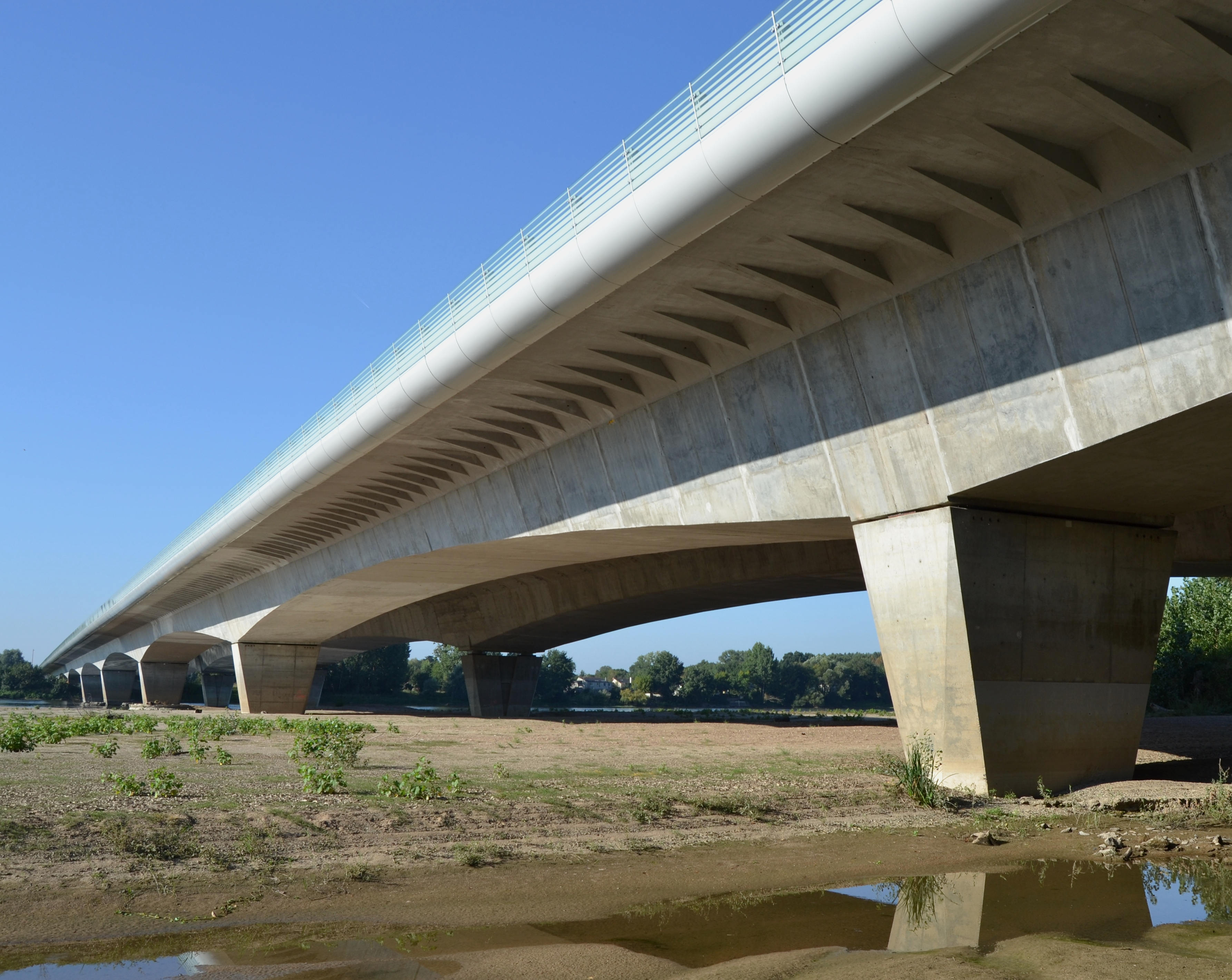
Autobahnbrücke
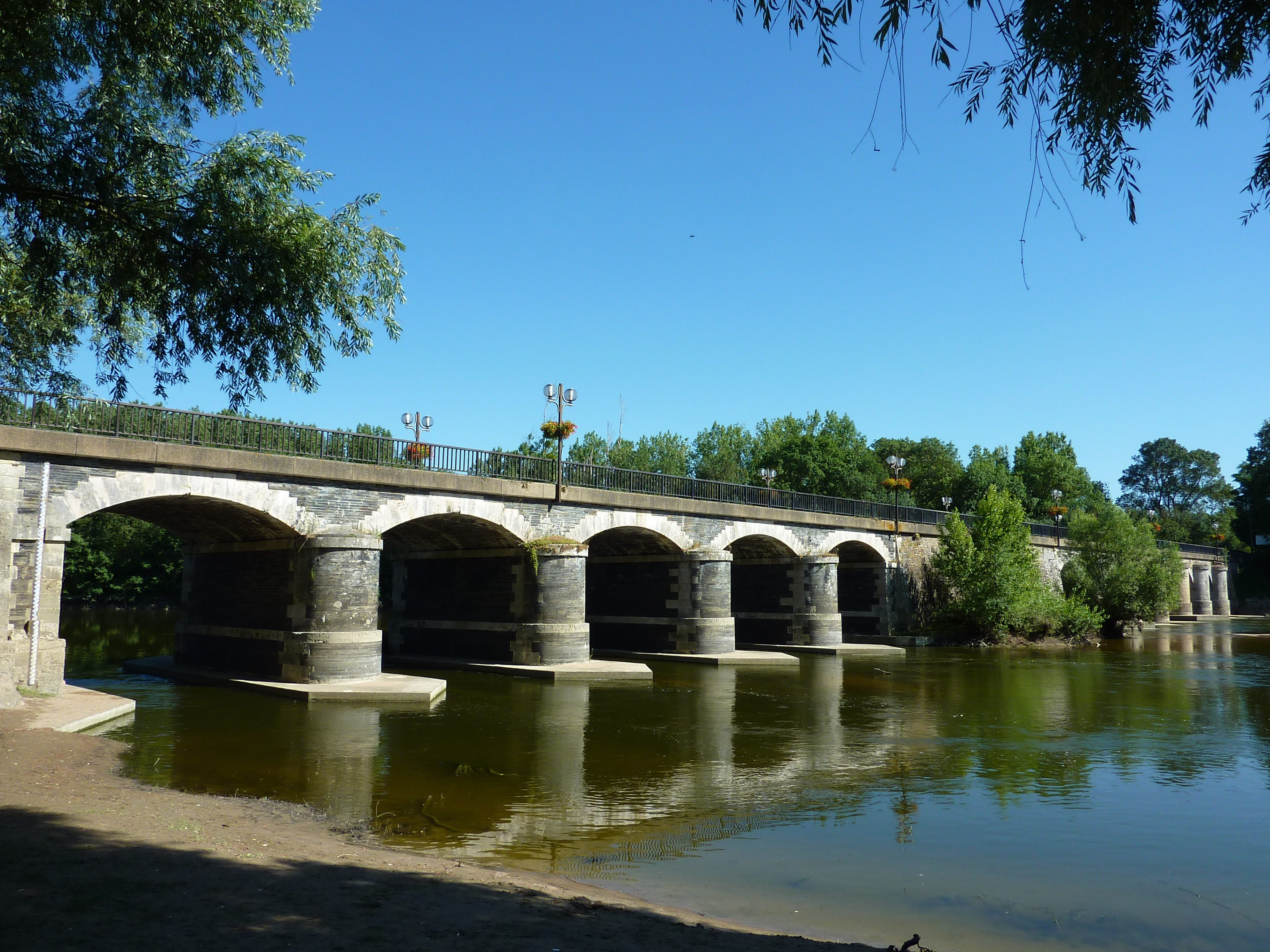
Pont du Louet

## Städtepartnerschaft
Zwischen Les Ponts-de-Cé und der hessischen Gemeinde Bad Emstal besteht seit 1986 eine Städtepartnerschaft.

## Persönlichkeiten
- Robert Sciardis (1939–2017), Radrennfahrer